# Яструбенька
Яструбе́нька — село в Україні, у Житомирському районі Житомирської області. Входить до складу Брусилівської селищної громади. Населення становить 208 осіб.
Село розташоване за 10 км на схід від центру громади, за 46 км від залізничної станції Скочище і за 28 км від автошляху М 06.

## Історія
Виникло у 18 столітті.
На території села знаходиться центральна садиба приватного підприємства «Шлях Ілліча», в користуванні якого 850 га орендованих земель у місцевого населення. Вирощуються зернові культури, розвинуте м´ясо — молочне тваринництво.

## Під час Другої світової війни
Яструбенька окупована 10 липня 1941 року. Визволена 9 листопада 1943 року. Вдруге окупована 22 листопада 1943 року. Визволена 26 грудня 1943 року. Вигнано на каторжні роботи 54 чоловіки, закатовано та розстріляно 16 чоловік, спалено та зруйновано 149 будівель колгоспу та колгоспників.
У війні брали участь 238 жителів села, 138 з них загинуло. 76 чоловік нагороджено орденами та медалями

## Відомі люди
- Вакуленко Д. Є. — заслужений майстер спорту, чемпіон СРСР з регбі.
- Савченко М. В. — видатний вчений, актор і режисер театру Леся Курбаса, засновник театру «Березіль».
- Савченко В. З. — заслужений артист України, режисер обласного телебачення.